# Spilosoma proba
Spilosoma proba là một loài bướm đêm thuộc phân họ Arctiinae, họ Erebidae.